# Jim Dornan
James Connor Dornan (Holywood, 5 de febrero de 1948-15 de marzo de 2021) fue un obstetra y ginecólogo británico que se desempeñó como profesor y con frecuencia dio conferencias tanto a nivel nacional como internacional ocupando la Cátedra de Medicina Fetal en la Universidad de la Reina de Belfast y el de Ciencias de la vida y la salud en la Universidad de Úlster.

## Primeros años
Dornan nació en Holywood, Condado de Down, Irlanda del Norte. Su padre, también Jim, era contador y se desempeñó como director general del Instituto de Irlanda del Norte para Discapacitados. Su madre, Clare, fue la primera terapeuta ocupacional en Irlanda del Norte.
Dornan asistió a Bangor Grammar School y de allí pasó a estudiar medicina en la Universidad de la Reina de Belfast, donde fue asesorado por Harith Lamki, Buster Holland y Ken Houston.

## Carrera profesional
Calificado en 1973, hizo su año de Houseman en el Belfast City Hospital antes de entrenar en la carrera que eligió. Una vez consideró actuar como una carrera. En 1976, fue adscrito a la Universidad de Queens en Kingston, Canadá, como residente perinatal. Al regresar a Irlanda del Norte, rotó por la provincia para completar su formación y obtener un MD con honores de Queens en 1981 por su investigación sobre la respiración fetal. En 1986, fue nombrado profesor consultor principal y posteriormente lector, antes de seguir al profesor Graham Harley en el Royal Maternity Hospital. Dornan continuó con sus intereses de investigación mientras era consultor del NHS a tiempo completo, cargo que mantuvo hasta su jubilación de ese servicio en 2012. Publicó ampliamente en revistas revisadas por pares sobre el tema de la evaluación del bienestar fetal.
En 2004, Dornan fue elegido vicepresidente senior del Royal College of Obstetricians and Gynecologists en Londres, habiendo estado en su consejo como miembro durante los últimos cinco años. Este fue otorgado con la responsabilidad particular de desarrollar iniciativas de salud global. Entre ellos se encontraba el establecimiento de un obstetra de emergencia que brinda habilidades para salvar vidas a médicos, parteras y enfermeras en países de escasos recursos, mientras trabaja en estrecha colaboración con la Escuela de Medicina Tropical de Liverpool.
Dornan se embarcó en un proyecto de escritura no clínica con su libro, An Everyday Miracle, que fue publicado en septiembre de 2013 por Blackstaff Press.
Apareció en la tercera temporada del drama de ITV Marcella, protagonizada por Anna Friel. También interpretó a un policía en The Fall, en la que su hijo Jamie Dornan interpretó a un asesino en serie.

## Vida personal
Dornan tuvo tres hijos, Liesa, Jessica y Jamie de su matrimonio con su primera esposa, Lorna, quien murió tras una batalla contra el cáncer. Vivía en Belfast, Irlanda del Norte y estaba casado con su segunda esposa Samina, quien también es ginecóloga y obstetra y una firme defensora de la legalización del aborto en Irlanda del Norte. Apareció en el documental de BBC Three, Abortion: Ireland's Guilty Secret?. Dornan falleció el 15 de marzo de 2021 después de haber sufrido COVID-19 durante la Pandemia de COVID-19 en Reino Unido. Previamente le habían diagnosticado leucemia linfocítica crónica.